# Uldum Sogn
Uldum Sogn er et sogn i Hedensted Provsti (Haderslev Stift).
I 1800-tallet var Langskov Sogn anneks til Uldum Sogn. Begge sogne hørte til Nørvang Herred i Vejle Amt. De udgjorde Uldum-Langskov sognekommune, som senere blev delt i to. Ved kommunalreformen i 1970 blev både Langskov og Uldum indlemmet i Tørring-Uldum Kommune. Det meste af den inkl. Langskov og Uldum indgik ved strukturreformen i 2007 i Hedensted Kommune.
I Uldum Sogn ligger Uldum Kirke.
I sognet findes følgende autoriserede stednavne:
- Dorteasminde (bebyggelse)
- Hesselballe (bebyggelse, ejerlav)
- Hesselballe Kær (bebyggelse)
- Hesselballe Østermark (bebyggelse)
- Kalbæk (bebyggelse)
- Landlyst (bebyggelse)
- Langager (bebyggelse)
- Uldum (bebyggelse, ejerlav)
- Uldum Hede (bebyggelse)
- Uldum Kær (areal, bebyggelse)
- Uldum Langager (bebyggelse)
- Uldum Søndermark (bebyggelse)
- Østermark (bebyggelse)